# 神谷侑理愛
神谷 侑理愛（かみや ゆりあ、2004年11月30日 - ）は、埼玉県出身の女優。INCUBATION（インキュベーション）所属。

## 人物
日本とロシアのハーフ。日本語、英語、ロシア語の3ヶ国語を話せるトリリンガルでもある。
身長162cm。
趣味は歌を歌うこと、筋トレ、買い物。特技は日本語とロシア語の同時通訳、カラオケで高い点数をだすこと。
2022年8月には市ノ瀬アオ、大塚萌香と共にカンロのキャンディディレクターに就任。
制服を企画・PRする「カンコー委員会」5期生。

## 出演作品

### テレビドラマ
- 連続ドラマW / 坂の上の赤い屋根 第1話（2024年、WOWOW）
- ナンバーワン戦隊ゴジュウジャー 第1、19話（2025年、テレビ朝日） - 謎の女性 / 高梨嶺

### テレビ番組
- ヒロド歩美のレジェンドに会いたい濱田雅功 初めての60分!（2022年、ABCテレビ）
- ワイドナショー（2022年 - 2024年、フジテレビ） - ワイドナティーン
- 全力坂（2024年、テレビ朝日）

### 配信ドラマ
- 恋愛リアリティードラマ「18禁の恋がしたい」（2020年、Paravi）
- ガンダムビルドリアル（2021年、YouTube） - 小松原智美

### 映画
- 鬼ガール!!（2020年、SDP） - 「鬼ロック」メンバー（ギター）[6]

### CM
- パンテーン 「新しいパンテーンはじまる。　さあ、この髪でいこう。」（2019年）
- 日本マクドナルド 三角チョコパイ あまおう「全校放送」（2019年）
- エースコンタクト 「恋はMOKUMOKU コンタクトレンズで楽しい学校生活を!（2021年）
- スーツのはるやま 「ワタシたちだけの青春 Vlog」（2022年）
- 新日本製薬 「パーフェクトワンフォーカス フォトグラファーピュア編」（2022年）
- Cygames 「グランブルーファンタジー リリンク」（2024年）

### MV
- Mr.ふぉるて 「夢なずむ」（2022年）

### WEB
- 路地裏てぃーん。（2019年、HOUYHNHNM）
- 今日、好きになりました。 秋月編（2020年、ABEMA）

### イベント
- TGC teen 2020 Winter online（2020年）
- 超十代 -ULTRA TEENS FES-（2021年 - 2023年）
- シンデレラフェス
  - vol.9（2022年）
  - vol.10（2023年）
  - （2025年）
- 関西コレクション（2023年）
- ものづくり・匠の祭典（2023年）
- GIRLS MEETING KANAZAWA（2025年）

### 雑誌
- HB humming birds（2019年4月号）
- COMMERCIAL PHOTO（2019年6月号）
- FILA 「HEART PACK」（2023年）
- イマジカインフォス 「S Cawaii!」（2024年5月号）